# 卡洛揚沙皇村
43°37′N 26°15′E / 43.617°N 26.250°E
卡洛揚沙皇村是保加利亞東北部拉茲格勒州卡洛揚沙皇市鎮的城鎮及行政中心，距離州府拉茲格勒25公里，面積71.3平方公里，海拔高度180米，受大陸性氣候影響，2010人口3,905，居民主要信奉伊斯蘭教。